# Karima Lemghari
Karima Lemghari, dite Karima, née le 22 juin 1974 à Amsterdam aux Pays-Bas, est une chanteuse néerlandaise d'origine marocaine.

## Discographie
- 2002 : Waar gaat dit heen (feat. Ali B)
- 2004 : Grief
- 2008 : Ik ben de shit (feat. Mike Metal)
- 2008 : Wil voor je gaan
- 2015 : Bedankt